# Курочка Іван Маркіянович
Іван Маркіянович Курочка (1907, тепер Прилуцького району Чернігівської області — ?) — український радянський діяч, активний учасник партизанського руху, 1-й секретар Холминського і Малодівицького райкомів КП(б)У Чернігівської області. Депутат Верховної Ради СРСР 2-го скликання.

## Життєпис
Народився в селянській родині.
Член ВКП(б).
До 1941 року — 1-й секретар Холминського районного комітету КП(б)У Чернігівської області.
З липня 1941 по листопад 1942 року — 1-й секретар Холминського підпільного районного комітету КП(б)У, комісар Холминського районного винищувального батальйону Чернігівської області, учасник німецько-радянської війни. З листопада 1942 року — секретар партійного бюро партизанського з'єднання Федорова (потім — Попудренка) в Чернігівській області. З серпня 1943 року — секретар партійного комітету з'єднання партизанських загонів на території Чернігівщини.
На 1945—1946 роки — 1-й секретар Малодівицького районного комітету КП(б)У Чернігівської області.
На 1956—1958 роки — голова виконавчого комітету Новобасанської районної ради депутатів трудящих Чернігівської області.

## Нагороди
- орден Леніна (23.01.1948)
- орден Трудового Червоного Прапора (26.02.1958)
- орден Червоного Прапора
- орден Червоної Зірки (1.04.1943)
- медаль «За відвагу» (18.05.1942)
- медалі